# (467073) 2016 DF20
(467073) 2016 DF20 es un asteroide perteneciente al cinturón de asteroides, descubierto el 12 de marzo de 2005 por el equipo Spacewatch desde el Observatorio Nacional de Kitt Peak (Arizona, Estados Unidos).